# 八ヶ岳中央農業実践大学校
八ヶ岳中央農業実践大学校（やつがたけちゅうおうのうぎょうじっせんだいがっこう）とは、長野県諏訪郡原村にある農業者研修教育施設（専修学校）。運営は財団法人農村更生協会が行っている。専修科（2年制）と研究科（1年制）がある。このうち専修科は専門課程であり、卒業すると専門士の称号を得られる。卒業生が公務員に採用された場合は、「人事院規則9-8（初任給、昇格、昇級等の基準）の運用について」における学歴、免許等資格区分によって、2年制短期大学卒業生と同等に扱われる。また、専修科から研究科に学び、卒業生は3年制以上(3年制短期大学卒業生)に扱われる（研究科を再度受験し、研究科2年制卒業(4年制大学卒業生もある）。又、人事院規則により文部科学省大学へ3年生編入も可能である。

## 沿革
- 1934年（昭和9年） - 農村更生協会設立 [2]
- 1938年（昭和13年） - 八ヶ岳中央修錬農場開場
- 1946年（昭和21年） - 八ヶ岳高等農林講習所と改称
- 1949年（昭和24年） - 八ヶ岳経営伝習中央農場と改称
- 1973年（昭和48年） - 八ヶ岳中央農業実践大学校と改称
- 1978年（昭和53年） - 専修学校として認可される。
- 2012年（平成24年）4月 - 財団法人から公益財団法人農村更生協会の八ヶ岳中央農業実践大学校へ移行。
- 2025年（令和7年）4月 - 八ヶ岳農業大学校に名称変更

## 分場
- 八ヶ岳修練農場の分場として、1940年（昭和15年）1月、満州国（中国東北部北安省・現黒龍江省）「「北安県」」に農村更生協会により創設したのが二龍山農場である[3]。
- 体育館の近くに「二龍山農場開拓碑」と「二龍山農場殉難者追悼碑」が建立されている。
- 二龍山農場へは、節目の年ごとに跡地を訪問し、中国国営農場と交流を行っている。

## 創立・経緯・略史
- 1936年（昭和11年）7月、農村更生協会役員会で土地にて農村指導訓練所を設置し、第2候補の土地にて選定する。
- 八ヶ岳中央修練農場として開場した際、300haの未開地の開墾から始めた。
- 戦後、戦前中の制度が全て見直され、修練農場の教育も見直され、「八ヶ岳高等農林講習所」と改める。
- 1948年（昭和23年）5月11日、新たな「修練農場運営要綱」が示されれ、「八ヶ岳経営伝習中央農場」と改称する。
- 1965年（昭和40年）、高度成長期時代に入り、高学歴社会となり、高卒者を対象とする。全国でも大学校に変更する中、「八ヶ岳中央農業実践大学校」に改称。

## 特色
- 1989年、皇太子（現・上皇明仁）が来訪し、7月26日～29日開催した全国農業大学校交換大会20周年記念大会となり、皇太子を迎え開催された[4]。
- 大学校寮の風呂は、原村八ヶ岳温泉を引湯されて利用されている。
- 就農準備校を開設し、新規就農者の受け入れや「実践農園」（市民農園）をしている。
- 農林業体験学習も行っており、全国の幼児学校・小学校・中学校・高校・大学の児童生徒が体験学習をしている。
- 協力隊研修生・全農研修生の長期教育研修所でもある。
- 直売所前の芝生にて「八ヶ岳まるごと収穫祭」や、「八ヶ岳クラフトフェア」等のイベントが年間で数多く行われている。
- 食品加工体験施設にて加工の体験学習も行っている。
- 大学校前、御柱街道沿いにヤマボウシ並木づくりで、110本の苗木が植えられている。
- 「チャレンジ！ファームスクール」制度の設置。
- マガジンハウス社「BRUTUS」に八ヶ岳農場アイスクリームをエントリーしたところ、バニラ部門3位に選ばれた。
- 創立70周年記念イベントにおいて、ホームページを更新・充実。10月18日に記念式典と祝賀会を挙行し、講師に谷口巳三郎を招き記念講演を行った。
- 標高1300メートルであり、大学校の中で一番高い場所にある。農場も日本一広い。教育も自衛隊のような生活スタイルで、「農業自衛隊」（自営隊）と言われ、愛称は八農生（やつのうせい）。標高が高い分、年間の温度の差も大きく、特に冬は-10度以上ある。
- 八ヶ岳連峰が農場正面に広大に広がり、遠くには、諏訪湖の街並み、富士山が見える。

## 教育課程
- 課程
  - 研究科 - 1年制4月入学 10名 、同11月入学 若干名、短期コース（4月〜10月） 若干名
    - 大学（短期大学含む）、専門学校２年以上の卒業見込者（同卒業生）
    - 各都道府県立農業大学校の卒業見込者（同卒業生）
    - これと同程度の学力を有する者。

  - 専修科（2年制） - 30名 専門課程（高校卒）
- 専攻部門
  - 野菜・葉菜部、花卉・果樹部
  - 酪農部、養鶏部
  - 加工部・研修部

## 所在地
- 長野県諏訪郡原村17217－118

## 関連機関
- 農村更生協会

## 主な出身人物
- 谷口巳三郎（研究科）

## 大学校関係者一覧（著名人物）

### 役員
- 石黒忠篤
- 濵口義廣
- 大森昭彦
- 今村奈良臣
- 角道謙一
- 山極榮司

### 元役員
- 内村良英

### 職員
- 小口英吉
- 佐藤衆介-東北大学名誉教授・同大学校畜産部長

### 元職員
- 神谷学
- 下田英雄
- 高田政衛
- 福田直彦

## 書籍
- 創立七十周年記念誌 八ヶ岳中央農業実践大学校創立70周年記念会 （株）オノウエ印刷

## 全寮制の廃止
八ケ岳中央農業実践大学校では1938年（昭和13年）の創立以来全寮制だった。男子寮が暁天寮、女子寮が林檎寮である。建物は男子寮が1973年築、女子寮が1999年築だった。しかし、建物の老朽化と閉鎖的な共同空間の教育環境は時代に適さないとして、2022年度に全寮制を廃止することになり、地元のペンション等を下宿先にしたり近隣自治体に自宅がある学生は通学可能にすることとした。